# Geld fällt vom Himmel
Geld fällt vom Himmel är en tysk-svensk långfilm från 1938 i regi av Heinz Helbig. 

## Om filmen
Filmen premiärvisades 7 november 1938 i Wien i Österrike. Filmen spelades in vid Atelier Rosenhügel i Wien av Harry Hasso. Som förlaga har man Walter Sawitzkys roman Tüchtig, tüchtig die Pasemanns som utgavs 1938. Samtidigt med den tyska versionen gjordes en svensk version under titeln Pengar från skyn i regi av Rune Carlsten. Både den svenska och den tyska versionen spelades in på 20 arbetsdagar.

## Skådespelare och roller
- Signe Hasso - Hannelore Pasemann
- Hans Söhnker - Hans Promm
- Georg Alexander - Leopold Pasemann
- Walter Janssen - doktor Munder
- Fritz Genschow - Gustav Pasemann, Hannelores bror
- Hans Thimig - Christian Pasemann, Hannelores bror
- Erika von Thellmann - Madame Angèle
- Hans Stiebner - Milo Hadelich
- Mimi Shorp - Gaby, nattklubbssångerska
- Willi Schur - Schromm
- Rudolf Carl - Gödicke
- Alfred Neugebauer - Maschaitis
- Elfriede Hoffmann - Hilde Krüger
- Lola Hübner - Schirmer
- Else Föry - Luise Ungewitter
- Carmen Perwolf - Pummel
- Annie Rosar - värdinnan
- Wilhelm Schich - herr Müller

## Filmmusik i urval
- Lieber Freund, trink' einen Wermuth, kompositör Heinz Sandauer, text Erich Meder, sång Mimi Shorp
- Was man so Liebe nennt, kompositör Heinz Sandauer, text Erich Meder, sång Mimi Shorp